# Grammy Latino de Gravação do Ano
O Grammy Latino de Gravação do Ano é uma das categorias do Grammy Latino. Presente desde a 1ª edição no ano 2000, o prêmio é direcionado a cantores, produtores, engenheiros e/ou mixers. Devido às crescentes mudanças na indústria musical, desde 2012 a categoria inclui 10 indicados, de acordo com uma reestruturação feita pela Academia.
Alejandro Sanz ganhou o maior número de prêmios na categoria, com sete vitórias em onze indicações, incluindo o prêmio recebido por La tortura, sua colaboração com a cantora e compositora colombiana Shakira. Sanz é seguido pelo grupo Calle 13, Jorge Drexler, Juanes e Shakira com duas canções vencedoras. Livin' la Vida Loca e Despacito dos cantores porto-riquenhos Ricky Martin, Luis Fonsi e Daddy Yankee, respectivamente, são as únicas canções a serem indicadas para este prêmio em sua versão em espanhol e a receber a mesma distinção do Grammy americano. 
As músicas mais indicadas foram gravadas em espanhol, embora Esperando na Janela de Gilberto Gil, Já Sei Namorar de Tribalistas, A Festa de Maria Rita, Dois Rios de Skank, Arlequim Desconhecido de Ivan Lins & The Metropole Orchestra, Tua de Maria Bethânia, Atrás da Porta de Ivete Sangalo, Um Abraçaço de Caetano Veloso, Vidas Pra Contar de Djavan, e É Fake (Homem Barato) de Anaadi, gravado em língua portuguesa, também tenham sido indicados. 
Em 2017, o colombiano Maluma se tornou o primeiro artista a ter três músicas indicadas no mesmo ano.

## Múltiplas vitórias
| N.º de vitórias | País           |
| --------------- | -------------- |
| 6               | Espanha        |
| 4               | Colômbia       |
| 4               | México         |
| 3               | Porto Rico     |
| 3               | Uruguai        |
| 2               | Estados Unidos |

| N.º de vitórias | País               |
| --------------- | ------------------ |
| 7               | Alejandro Sanz     |
| 3               | Jorge Drexler      |
| 2               | Calle 13           |
| 2               | Juanes             |
| 2               | Shakira            |
| 2               | Natalia Lafourcade |

## Vencedores

### Década de 2000
| Ano  | Cantor(a)/Artista/Grupo                         | Música                     | País                 | Resultado |
| ---- | ----------------------------------------------- | -------------------------- | -------------------- | --------- |
| 2000 | Santana (part. Maná)                            | Corazón Espinado           | Estados Unidos       | Venceu    |
| 2000 | Marc Anthony                                    | Dímelo                     | Estados Unidos       | Indicado  |
| 2000 | Rubén Blades                                    | Tiempos                    | Panamá               | Indicado  |
| 2000 | Ricky Martin                                    | Livin' la vida loca        | Porto Rico           | Indicado  |
| 2000 | Carlos Vives                                    | Fruta Fresca               | Colômbia             | Indicado  |
| 2001 | Alejandro Sanz                                  | El Alma Al Aire            | Espanha              | Venceu    |
| 2001 | Christina Aguilera                              | Pero me acuerdo de ti      | Estados Unidos       | Indicado  |
| 2001 | Aterciopelados                                  | El Album                   | Colômbia             | Indicado  |
| 2001 | Gilberto Gil                                    | Esperando na Janela        | Brasil               | Indicado  |
| 2001 | Juanes                                          | Fíjate Bem                 | Colômbia             | Indicado  |
| 2002 | Alejandro Sanz                                  | Y Sólo Se Me Ocurre Amarte | Espanha              | Venceu    |
| 2002 | Celia Cruz                                      | La Negra Tiene Tumbao      | Cuba                 | Indicado  |
| 2002 | La Ley                                          | Mentira                    | Chile                | Indicado  |
| 2002 | Gian Marco                                      | Se Me Olvidó               | Peru                 | Indicado  |
| 2002 | Carlos Vives                                    | Déjame Entrar              | Colômbia             | Indicado  |
| 2003 | Juanes                                          | por Es por Ti              | Colômbia             | Venceu    |
| 2003 | Bacilos                                         | Mi Primer Millón           | Estados Unidos       | Indicado  |
| 2003 | Luis Miguel                                     | Hasta Que Vuelvas          | Porto Rico           | Indicado  |
| 2003 | Molotov                                         | Frijolero                  | México               | Indicado  |
| 2003 | Tribalistas                                     | Já Sei Namorar             | Brasil               | Indicado  |
| 2004 | Alejandro Sanz                                  | No Es Lo Mismo             | Espanha              | Venceu    |
| 2004 | Maria Rita                                      | A Festa                    | Brasil               | Indicado  |
| 2004 | Robi Draco Rosa                                 | Más y más                  | Porto Rico           | Indicado  |
| 2004 | Skank                                           | Dois Rios                  | Brasil               | Indicado  |
| 2004 | Bebo Valdés (part. Diego El Cigala)             | Lágrimas Negras            | Cuba                 | Indicado  |
| 2004 | Julieta Venegas                                 | Andar Conmigo              | Estados Unidos       | Indicado  |
| 2005 | Alejandro Sanz                                  | Tu No Tienes Alma          | Espanha              | Venceu    |
| 2005 | Bebe                                            | Malo                       | Espanha              | Indicado  |
| 2005 | Daddy Yankee                                    | Gasolina                   | Porto Rico           | Indicado  |
| 2005 | Reyli Barba                                     | Amor del Bueno             | México               | Indicado  |
| 2005 | Aleks Syntek e Ana Torroja                      | Duele El Amor              | México               | Indicado  |
| 2006 | Shakira                                         | La tortura                 | Colômbia             | Venceu    |
| 2006 | Ricardo Arjona                                  | Acompañame a Estar Solo    | Guatemala            | Indicado  |
| 2006 | Fonseca                                         | Te Mando Flores            | Colômbia             | Indicado  |
| 2006 | Sérgio Mendes (part. The Black Eyed Peas)       | Mas que Nada               | Brasil               | Indicado  |
| 2006 | Julieta Venegas                                 | Me Voy                     | Estados Unidos       | Indicado  |
| 2007 | Juan Luis Guerra y 440                          | La llave de mi corazón     | República Dominicana | Venceu    |
| 2007 | Beyoncé e Shakira                               | Bello Embustero            | Estados Unidos       | Indicado  |
| 2007 | Miguel Bosé e Paulina Rubio                     | Nena                       | Espanha              | Indicado  |
| 2007 | Gustavo Cerati                                  | La Excepción               | Argentina            | Indicado  |
| 2007 | Ricky Martin (part. Chambao e Tommy Torres)     | Tu Recuerdo                | Porto Rico           | Indicado  |
| 2008 | Juanes                                          | Me Enamora                 | Colômbia             | Venceu    |
| 2008 | Andrea Bocelli e Laura Pausini                  | Vive Ya!                   | Itália               | Indicado  |
| 2008 | Andrés Cabas                                    | Bonita                     | Colômbia             | Indicado  |
| 2008 | Café Tacvba                                     | Volver a Comenzar          | México               | Indicado  |
| 2008 | Julieta Venegas                                 | El Presente                | Estados Unidos       | Indicado  |
| 2009 | Calle 13 (part. Café Tacvba)                    | No Hay Nadie Como Tú       | Porto Rico           | Venceu    |
| 2009 | Luis Fonsi                                      | Aquí Estoy Yo              | Porto Rico           | Indicado  |
| 2009 | Ivan Lins & Orquestra Sinfônica                 | Arlequim Desconhecido      | Brasil               | Indicado  |
| 2009 | José Lugo Orchestra (part. Gilberto Santa Rosa) | Si No Vas A Cocinar        | Porto Rico           | Indicado  |
| 2009 | Laura Pausini                                   | En cambio no               | Itália               | Indicado  |

### Década de 2010
| Ano  | Cantor(a)/Artista/Grupo                            | Música                          | País                 | Resultado |
| ---- | -------------------------------------------------- | ------------------------------- | -------------------- | --------- |
| 2010 | Camila                                             | Mientes                         | México               | Venceu    |
| 2010 | Maria Bethânia                                     | Tua                             | Brasil               | Indicado  |
| 2010 | Concha Buika                                       | Se Me Hizo Fácil                | Espanha              | Indicado  |
| 2010 | Jorge Drexler                                      | Una Canción Me Trajo Hasta Aquí | Uruguai              | Indicado  |
| 2010 | Alejandro Sanz                                     | Desde cuándo                    | Espanha              | Indicado  |
| 2011 | Calle 13                                           | Latinoamérica                   | Porto Rico           | Venceu    |
| 2011 | Franco De Vita (part. Alejandra Guzmán)            | Tan Sólo Tú                     | Venezuela            | Indicado  |
| 2011 | Los Tigres del Norte (part. Paulina Rubio)         | Golpes en el corazón            | México               | Indicado  |
| 2011 | Luis Fonsi                                         | Gritar                          | Porto Rico           | Indicado  |
| 2011 | Ricky Martin (part. Natalia Jiménez)               | Lo mejor de mi vida eres tú     | Porto Rico           | Indicado  |
| 2012 | Jesse & Joy                                        | ¡Corre!                         | México               | Venceu    |
| 2012 | Ricardo Arjona (part. Gaby Moreno)                 | Fuiste Tú                       | Guatemala            | Indicado  |
| 2012 | ChocQuibTown (part. Tego Calderón e Zully Murillo) | Calentura                       | Colômbia             | Indicado  |
| 2012 | Kany García                                        | Que te vaya mal                 | Porto Rico           | Indicado  |
| 2012 | Juan Luis Guerra                                   | En el cielo no hay hospital     | República Dominicana | Indicado  |
| 2012 | Juanes (part. Joaquín Sabina)                      | Azul Sabina                     | Colômbia             | Indicado  |
| 2012 | Maná                                               | Hasta que te conocí             | México               | Indicado  |
| 2012 | Ivete Sangalo                                      | Arás da Porta                   | Brasil               | Indicado  |
| 2012 | Alejandro Sanz                                     | No me compares                  | Espanha              | Indicado  |
| 2012 | Zoé                                                | Bésame mucho                    | México               | Indicado  |
| 2013 | Marc Anthony                                       | Vivir Mi Vida                   | Estados Unidos       | Venceu    |
| 2013 | Pablo Alborán                                      | Tanto                           | Espanha              | Indicado  |
| 2013 | Concha Buika                                       | La Nave Del Olvido              | Espanha              | Indicado  |
| 2013 | Andrés Cepeda                                      | Lo Mejor Que Hay En Mi Vida     | Colômbia             | Indicado  |
| 2013 | Natalie Cole (part. Juan Luis Guerra)              | Bachata Rosa                    | Estados Unidos       | Indicado  |
| 2013 | Santiago Cruz                                      | Desde Lejos                     | Colômbia             | Indicado  |
| 2013 | Robi Draco Rosa (part. Ricky Martin)               | Más y Más                       | Estados Unidos       | Indicado  |
| 2013 | Alejandro Sanz                                     | Mi Marciana                     | Espanha              | Indicado  |
| 2013 | Caetano Veloso                                     | Um Abraçaço                     | Brasil               | Indicado  |
| 2013 | Carlos Vives                                       | Volví A Nacer                   | Colômbia             | Indicado  |
| 2014 | Jorge Drexler (part. Anita Tijoux)                 | Universos Paralelos             | Uruguai              | Venceu    |
| 2014 | Pablo Alborán (part. Jesse & Joy)                  | Dónde Está El Amor              | Espanha              | Indicado  |
| 2014 | Marc Anthony                                       | Cambio De Piel                  | Estados Unidos       | Indicado  |
| 2014 | Calle 13                                           | Respira El Momento              | Porto Rico           | Indicado  |
| 2014 | Camila                                             | Decidiste Dejarme               | México               | Indicado  |
| 2014 | Luis Fonsi (part. Juan Luis Guerra)                | Llegaste Tú                     | Porto Rico           | Indicado  |
| 2014 | Enrique Iglesias                                   | Bailando                        | Espanha              | Indicado  |
| 2014 | Prince Royce                                       | Darte Un Beso                   | Estados Unidos       | Indicado  |
| 2014 | Carlos Vives (part. Marc Anthony)                  | Cuando Nos Volvamos A Encontrar | Colômbia             | Indicado  |
| 2014 | Carlos Vives (part. ChocQuibTown)                  | El Mar De Sus Ojos              | Colômbia             | Indicado  |
| 2015 | Natalia Lafourcade                                 | Hasta la Raíz                   | México               | Venceu    |
| 2015 | Bomba Estéreo                                      | Fiesta                          | Colômbia             | Indicado  |
| 2015 | Miguel Bosé                                        | Encanto                         | Espanha              | Indicado  |
| 2015 | Alejandro Sanz                                     | Un Zombie a la Intemperie       | Espanha              | Indicado  |
| 2015 | Café Quijano                                       | Será (Vida de Hombre)           | Espanha              | Indicado  |
| 2015 | Camila (part. Marco Antonio Solís)                 | La Vida Entera                  | México               | Indicado  |
| 2015 | Leonel García (part. Jorge Drexler)                | Ella Es                         | México               | Indicado  |
| 2015 | Julieta Venegas                                    | Ese Camino                      | México               | Indicado  |
| 2015 | Juan Luis Guerra                                   | Tus Besos                       | República Dominicana | Indicado  |
| 2015 | Ricky Martin                                       | Disparo al Corazón              | Porto Rico           | Indicado  |
| 2016 | Carlos Vives & Shakira                             | La Bicicleta                    | Colômbia             | Venceu    |
| 2016 | Jesse & Joy                                        | Ecos de Amor                    | México               | Indicado  |
| 2016 | Pepe Aguilar                                       | Cuestión de Esperar             | México               | Indicado  |
| 2016 | Concha Buika                                       | Si Volveré                      | Espanha              | Indicado  |
| 2016 | Enrique Iglesias (part. Wisin)                     | Duele el Corazón                | Espanha              | Indicado  |
| 2016 | Pablo Alborán                                      | Se Puede Amar                   | Espanha              | Indicado  |
| 2016 | Andrea Bocelli                                     | Me Faltarás                     | Itália               | Indicado  |
| 2016 | Laura Pausini                                      | Lado Derecho del Corazón        | Itália               | Indicado  |
| 2016 | Diego Torres                                       | Iguales                         | Argentina            | Indicado  |
| 2016 | Djavan                                             | Vidas Pra Contar                | Brasil               | Indicado  |
| 2017 | Luis Fonsi (Part. Daddy Yankee)                    | Despacito                       | Porto Rico           | Venceu    |
| 2017 | Rubén Blades                                       | La flor de la canela            | Panamá               | Indicado  |
| 2017 | Jorge Drexler                                      | El Surco                        | Uruguai              | Indicado  |
| 2017 | Alejandro Fernández                                | Quiero Que Vuelvas              | México               | Indicado  |
| 2017 | Juanes (Part. Kali Uchis)                          | El Ratico                       | Colômbia             | Indicado  |
| 2017 | Maluma                                             | Felices los 4                   | Colômbia             | Indicado  |
| 2017 | Ricky Martin (Part. Maluma)                        | Vente pa' ca                    | Colômbia             | Indicado  |
| 2017 | Shakira (Part. Maluma)                             | Chantaje                        | Colômbia             | Indicado  |
| 2017 | Mon Laferte (Part. Juanes                          | Amárrame                        | México               | Indicado  |
| 2017 | Residente                                          | Guerra                          | Porto Rico           | Indicado  |
| 2018 | Jorge Drexler                                      | Telefonía                       | Uruguai              | Venceu    |
| 2018 | Anaadi                                             | É Fake (Homem Barato)           | Brasil               | Indicado  |
| 2018 | Pablo Alborán                                      | No Vaya a Ser                   | Espanha              | Indicado  |
| 2018 | Rosalía                                            | Malamente                       | Espanha              | Indicado  |
| 2018 | J Balvin (Part. Willy William)                     | Mi gente                        | Colômbia             | Indicado  |
| 2018 | Bomba Estéreo                                      | Internacionales                 | Colômbia             | Indicado  |
| 2018 | Monsieur Periné                                    | Bailar Contigo                  | Colômbia             | Indicado  |
| 2018 | Kany García                                        | Para Siempre                    | Porto Rico           | Indicado  |
| 2018 | Nicky Jam (Part. J Balvin)                         | X                               | Estados Unidos       | Indicado  |
| 2018 | Natalia Lafourcade                                 | Danza de Gardenias              | México               | Indicado  |
| 2019 | Alejandro Sanz (Part. Camila Cabello)              | Mi Persona Favorita             | Espanha              | Venceu    |
| 2019 | Alejandro Sanz                                     | No Tengo Nada                   | Espanha              | Indicado  |
| 2019 | Marc Anthony                                       | Parecen Viernes                 | Estados Unidos       | Indicado  |
| 2019 | Andrés Calamaro                                    | Verdades Afiladas               | Argentina            | Indicado  |
| 2019 | Vicente García                                     | Ahí Ahí                         | República Dominicana | Indicado  |
| 2019 | Juan Luis Guerra y 4.40                            | Kitipun                         | República Dominicana | Indicado  |
| 2019 | Juanes (Part. Alessia Cara)                        | Querer Mejor                    | Colômbia             | Indicado  |
| 2019 | Juanes (Part. Lalo Ebratt)                         | La Plata                        | Colômbia             | Indicado  |
| 2019 | Rosalía                                            | Aute Cuture                     | Espanha              | Indicado  |
| 2019 | Ximena Sariñana                                    | Cobarde                         | México               | Indicado  |

### Década de 2020
| Ano  | Cantor(a)/Artista/Grupo                                        | Música                                | País                 | Resultado |
| ---- | -------------------------------------------------------------- | ------------------------------------- | -------------------- | --------- |
| 2020 | Alejandro Sanz                                                 | Contigo                               | Espanha              | Venceu    |
| 2020 | Anuel AA, Daddy Yankee, Karol G, Ozuna e J Balvin              | China                                 | Porto Rico           | Indicado  |
| 2020 | Pablo Alborán                                                  | Cuando estes aquí                     | Espanha              | Indicado  |
| 2020 | Bad Bunny                                                      | Vete                                  | Porto Rico           | Indicado  |
| 2020 | Bajofondo (Part. Cuareim 1080)                                 | Solari Yacumenza                      | Argentina            | Indicado  |
| 2020 | J Balvin                                                       | Rojo                                  | Colômbia             | Indicado  |
| 2020 | Camilo (Part. Pedro Capó)                                      | Tutu                                  | Colômbia             | Indicado  |
| 2020 | Kany García (Part. Nahuel Pennisi)                             | Lo que en ti veo                      | Porto Rico           | Indicado  |
| 2020 | Karol G (Part. Nicki Minaj)                                    | Tusa                                  | Colômbia             | Indicado  |
| 2020 | Residente                                                      | René                                  | Porto Rico           | Indicado  |
| 2021 | Caetano Veloso (Part. Tom Veloso)                              | Talvez                                | Brasil               | Venceu    |
| 2021 | Pablo Alborán                                                  | Si Hubieras Querido                   | Espanha              | Indicado  |
| 2021 | Rauw Alejandro                                                 | Todo de Ti                            | Porto Rico           | Indicado  |
| 2021 | Marc Anthony                                                   | Un Amor Eterno (Versión Balada)       | Estados Unidos       | Indicado  |
| 2021 | Paula Arenas                                                   | A Tu Lado                             | Colômbia             | Indicado  |
| 2021 | Camilo                                                         | Vida de Rico                          | Colômbia             | Indicado  |
| 2021 | Diamante Eléctrico                                             | Suéltame, Bogotá                      | Colômbia             | Indicado  |
| 2021 | Ricardo Montaner, Mau y Ricky, Camilo, Evaluna Montaner        | Amén                                  | Venezuela            | Indicado  |
| 2021 | Ricardo Montaner (Part. Juan Luis Guerra)                      | Dios Así lo Quiso                     | Venezuela            | Indicado  |
| 2021 | C. Tangana (Part. Omar Apollo)                                 | Te Olvidaste                          | Espanha              | Indicado  |
| 2022 | Jorge Drexler (Part. C. Tangana)                               | Tocarte                               | Uruguai              | Venceu    |
| 2022 | Christina Aguilera, Becky G, Nicki Nicole (Part. Nathy Peluso) | Pa Mis Muchachas                      | Estados Unidos       | Indicado  |
| 2022 | Pablo Alborán                                                  | Castillos de Arena                    | Espanha              | Indicado  |
| 2022 | Anitta                                                         | Envolver                              | Brasil               | Indicado  |
| 2022 | Marc Anthony                                                   | Pa'lla Voy                            | Estados Unidos       | Indicado  |
| 2022 | Bad Bunny (Part. Bomba Estereo)                                | Ojitos Lindos                         | Porto Rico           | Indicado  |
| 2022 | Camilo                                                         | Pegao                                 | Colômbia             | Indicado  |
| 2022 | Karol G                                                        | Provenza                              | Colômbia             | Indicado  |
| 2022 | Juan Luis Guerra                                               | Vale la Pena                          | República Dominicana | Indicado  |
| 2022 | Rosalía (Part. The Weeknd                                      | La Fama                               | Espanha              | Indicado  |
| 2022 | Shakira (Part. Rauw Alejandro                                  | Te Felicito                           | Colômbia             | Indicado  |
| 2022 | Carlos Vives (Part. Camilo)                                    | Baloncito Viejo                       | Colômbia             | Indicado  |
| 2023 | Natalia Lafourcade                                             | De Todas las Flores                   | México               | Venceu    |
| 2023 | Christina Aguilera                                             | No Es Que Te Extrañe                  | Estados Unidos       | Indicado  |
| 2023 | Pablo Alborán                                                  | Carretera y Manta                     | Espanha              | Indicado  |
| 2023 | Paula Arenas                                                   | Déjame Llorarte                       | Colômbia             | Indicado  |
| 2023 | Bizarrap (Part. Shakira)                                       | Shakira: Bzrp Music Sessions, Vol. 53 | Argentina            | Indicado  |
| 2023 | Fonseca (Part. Juan Luis Guerra)                               | Si Tú Me Quieres                      | Colômbia             | Indicado  |
| 2023 | Karol G                                                        | Mientras Me Curo del Cora             | Colômbia             | Indicado  |
| 2023 | Lasso                                                          | Ojos Marrones                         | Venezuela            | Indicado  |
| 2023 | Maluma (Part. Marc Anthony)                                    | La Fórmula                            | Colômbia             | Indicado  |
| 2023 | Rosalía                                                        | Despechá                              | Espanha              | Indicado  |
| 2023 | Alejandro Sanz (Part. Danny Ocean)                             | Correcaminos                          | Espanha              | Indicado  |